# Elaver kohlsi
Elaver kohlsi là một loài nhện trong họ Clubionidae.
Loài này thuộc chi Elaver. Elaver kohlsi được Willis J. Gertsch & Jellison miêu tả năm 1939.